# Mike Hatton
Mike Hatton (* 28. Oktober 1978 in Hobart, Lake County, Indiana) ist ein US-amerikanischer Schauspieler, Filmproduzent, Filmregisseur, Drehbuchautor und Komiker.

## Leben
Hatton wurde am 28. Oktober 1978 in Hobart, einem Vorort von Chicago, als Sohn einer Irin und eines albanisch-polnischen Vaters als jüngster von vier Söhnen geboren. Er studierte von 1998 bis 2002 an der Indiana State University, wo er seinen Bachelor of Since machte. Nebenbei arbeitete er als Journalist. Nach seinem Abschluss zog er nach Palm Springs in Kalifornien, um Werbeverkaufsleiter zu werden und bei der Gründung einer CBS-Tochtergesellschaft zu helfen. Vier Jahre arbeitete er außerdem bei KPSP-TV. Er ist seit dem 5. April 2008 mit der Schauspielerin Kristine Lazar verheiratet.
Sein Fernsehschauspieldebüt bestritt Hatton 2005 in einer Episode der Fernsehserie The Comeback. Im selben Jahr hatte er außerdem eine Nebenrolle im Film 6:30 inne. 2006 war er für die Produktion des Kurzfilms Sugarloaf zuständig. In den nächsten Jahren folgten Besetzungen in Kurzfilmen und Nebenrollen in Spielfilmen. Für den 2010 erschienenen Kurzfilm 2 Girls 1 World Cup war er für das Drehbuch, die Produktion und die Regie zuständig und übernahm außerdem eine Charakterrolle. Der Titel ist eine Anspielung auf die Fußball-Weltmeisterschaft 2010 in Südafrika und dem Film 2 Girls 1 Cup. 2017 war er im Fernsehfilm Final Storm – Der Untergang der Welt in einer der Hauptrollen als FBI-Agent Mack zu sehen. 2018 übernahm er in Green Book – Eine besondere Freundschaft die Rolle des George. 2019 wirkte er in einer Episode der Fernsehserie Alice in Chains: Black Antenna mit und war auch in dem zum Titelsong erschienenen Musikvideo zu sehen.
Er tritt außerdem als Stand-up-Komiker in Erscheinung.

## Filmografie (Auswahl)

### Schauspiel
- 2005: The Comeback (Fernsehserie, Episode 1x08)
- 2005: 6:30
- 2006: Sugarloaf (Kurzfilm)
- 2007: Fairway to Heaven
- 2007: On Bloody Sunday
- 2010: Shoot the Hero (2010)
- 2010: Juice Box for Jesus (Kurzfilm)
- 2010: I’m Not Like That No More
- 2010: 2 Girls 1 World Cup (Kurzfilm)
- 2011: L.A. Paranormal
- 2011: Seriously Funny Kids (Fernsehserie, 4 Episoden, verschiedene Rollen)
- 2011: Elf Employment (Kurzfilm)
- 2011: Sincerely, Stella (Kurzfilm)
- 2011–2013: Futch Tube (Fernsehserie, 3 Episoden)
- 2012: Bra League (Fernsehfilm)
- 2014: Live Nude Girls
- 2016: Vigilante Diaries
- 2017: Final Storm – Der Untergang der Welt (Doomsday Device) (Fernsehfilm)
- 2018: Green Book – Eine besondere Freundschaft (Green Book)
- 2019: Alice in Chains: Black Antenna (Fernsehserie, Episode 1x03)
- 2019: The Mangina Dialogues (Podcast) (Fernsehserie, Episode 1x23)
- 2020: A Family Business (Kurzfilm)
- 2020: Paydirt
- 2020: Echo Boomers
- 2021: Every Last One of Them

### Produktion
- 2006: Sugarloaf (Kurzfilm)
- 2010: 2 Girls 1 World Cup (Kurzfilm)
- 2011: L.A. Paranormal
- 2012: TKO (Kurzfilm)
- 2013: Playa and Wifey (Fernsehserie)
- 2014: Live Nude Girls
- 2014: Taylor'd Problems (Fernsehserie, Episode 1x01)
- 2016: Vigilante Diaries
- 2016: Mind Blown (Fernsehfilm)
- 2017: Cannonball Run (Dokumentation)
- 2017: Final Storm – Der Untergang der Welt (Doomsday Device) (Fernsehfilm)
- 2017: Jaded (Fernsehfilm)
- 2018: Unorganized Crime (Fernsehfilm)
- 2018: Blood, Sweat and Terrors
- 2019: Alice in Chains: Black Antenna (Fernsehserie, Episode 1x10)
- 2020: Paydirt
- 2021: Take Back
- 2021: Triumph
- 2021: Every Last One of Them

### Regie
- 2010: 2 Girls 1 World Cup (Kurzfilm)
- 2017: Cannonball Run (Dokumentation)

### Drehbuch
- 2010: 2 Girls 1 World Cup (Kurzfilm)
- 2011: L.A. Paranormal
- 2014: Live Nude Girls